# Dani Ceballos
Daniel Ceballos Fernández, detto Dani (Utrera, 7 agosto 1996), è un calciatore spagnolo, centrocampista del Real Madrid.

## Caratteristiche tecniche
Nasce calcisticamente come ala sinistra, giocando prevalentemente in questa posizione nel corso della prima stagione da professionista. Successivamente, viene impiegato prima come trequartista e poi come centrocampista centrale. Giocatore dotato di una tecnica sopraffina, si dimostra abile con entrambi i piedi e abbastanza veloce soprattutto negli spazi larghi. Grazie alla grande visione di gioco, è stato paragonato al connazionale Andrés Iniesta.

## Carriera

### Club
Dopo aver militato nelle giovanili del Siviglia e dell'Utrera, nel 2011 ha firmato per il Betis. Ha fatto il suo esordio in Liga BBVA il 26 aprile 2014 contro la Real Sociedad. Nella stagione 2014-2015, in Segunda División, si è affermato come titolare della squadra andalusa, portandola nuovamente nella massima serie con cinque gol in trentatré presenze. Diventato negli anni a seguire un punto fermo del club, nel giugno 2016 ha firmato il rinnovo di contratto fino al 2020, con una clausola rescissoria di quindici milioni di euro.
Il 14 luglio 2017 viene acquistato dal Real Madrid, con cui firma un contratto di sei anni. Fa il suo esordio con la maglia dei Blancos il 16 agosto, subentrando nel match di ritorno della vittoriosa Supercoppa di Spagna contro il Barcellona; il successivo 24 settembre, alla sua prima da titolare in Liga sul campo dell'Alavés, mette a segno una doppietta, decisiva per la vittoria 1-2 dei madrileni. Nel corso dell'annata conquista la sua prima Champions League, sconfiggendo in finale il Liverpool.
Il 25 luglio 2019 viene ceduto in prestito all'Arsenal. Il 4 settembre 2020 il prestito viene prolungato. Il 3 giugno 2021, dopo aver messo a referto 77 presenze e 2 gol in tutte le competizioni, l’Arsenal annuncia che non riscatterà il centrocampista spagnolo.

### Nazionale
Nel 2015 partecipa e trionfa all'Europeo Under-19 in Grecia con la nazionale Under-19 spagnola, disputando tutte e cinque le partite della competizione. Il 26 marzo del 2015 fa il suo esordio con la nazionale Under-21 spagnola nella partita amichevole, vinta per 2-0 contro i pari età della Norvegia dove subentra al 63º minuto al posto di Samu Castillejo. Il 14 novembre dello stesso anno, realizza una tripletta decisiva nella partita valida alla qualificazione agli Europei del 2017, vinta per 5-1 contro la Slovacchia. Due anni più tardi viene convocato per l'Europeo Under-21 in Polonia, in cui sforna ottime prestazioni: nonostante la sconfitta in finale contro la Germania, viene comunque eletto miglior giocatore del torneo.
Debutta nella nazionale maggiore l'11 settembre 2018, nella partita di UEFA Nations League 2018-2019, vinta per 6-0 in casa dalle "Furie Rosse" contro la Croazia. Il 15 novembre dello stesso anno, mette a segno la sua prima rete in nazionale, sempre nella sfida contro la Croazia. Nel giugno 2019 viene convocato per l'Europeo Under-21 in Italia contribuendo con 2 gol segnati alla vittoria finale. Due anni più tardi alle Olimpiadi di Tokyo gioca una sola partita, contro l’Egitto, riportando una lesione completa del legamento peroneo-astragalico anteriore e peroneo-calcagno.

## Statistiche

### Presenze e reti nei club
Statistiche aggiornate al 14 agosto 2024.
| Stagione           | Squadra            | Campionato         | Campionato | Campionato | Coppe nazionali | Coppe nazionali | Coppe nazionali | Coppe continentali | Coppe continentali | Coppe continentali | Altre coppe | Altre coppe | Altre coppe | Totale | Totale |
| Stagione           | Squadra            | Comp               | Pres       | Reti       | Comp            | Pres            | Reti            | Comp               | Pres               | Reti               | Comp        | Pres        | Reti        | Pres   | Reti   |
| ------------------ | ------------------ | ------------------ | ---------- | ---------- | --------------- | --------------- | --------------- | ------------------ | ------------------ | ------------------ | ----------- | ----------- | ----------- | ------ | ------ |
| 2013-2014          | Betis              | PD                 | 1          | 0          | CR              | 0               | 0               | -                  | -                  | -                  | -           | -           | -           | 1      | 0      |
| 2014-2015          | Betis              | SD                 | 33         | 5          | CR              | 2               | 0               | -                  | -                  | -                  | -           | -           | -           | 35     | 5      |
| 2015-2016          | Betis              | PD                 | 34         | 0          | CR              | 4               | 0               | -                  | -                  | -                  | -           | -           | -           | 38     | 0      |
| 2016-2017          | Betis              | PD                 | 30         | 2          | CR              | 1               | 0               | -                  | -                  | -                  | -           | -           | -           | 31     | 2      |
| Totale Betis       | Totale Betis       | Totale Betis       | 98         | 7          |                 | 7               | 0               |                    | -                  | -                  |             | -           | -           | 105    | 7      |
| 2017-2018          | Real Madrid        | PD                 | 12         | 2          | CR              | 6               | 0               | UCL                | 4                  | 0                  | SU+SS+Cmc   | 0+1+0       | 0           | 23     | 2      |
| 2018-2019          | Real Madrid        | PD                 | 23         | 3          | CR              | 6               | 0               | UCL                | 3                  | 0                  | SU+Cmc      | 1+1         | 0           | 34     | 3      |
| 2019-2020          | Arsenal            | PL                 | 24         | 0          | FACup+CdL       | 5+2             | 1+0             | UEL                | 6                  | 1                  | -           | -           | -           | 37     | 2      |
| 2020-2021          | Arsenal            | PL                 | 25         | 0          | FACup+CdL       | 0+3             | 0               | UEL                | 12                 | 0                  | CS          | -           | -           | 40     | 0      |
| Totale Arsenal     | Totale Arsenal     | Totale Arsenal     | 49         | 0          |                 | 10              | 1               |                    | 18                 | 1                  |             | -           | -           | 77     | 2      |
| 2021-2022          | Real Madrid        | PD                 | 11         | 0          | CR              | 2               | 0               | UCL                | 5                  | 0                  | SS          | 0           | 0           | 18     | 0      |
| 2022-2023          | Real Madrid        | PD                 | 30         | 0          | CR              | 4               | 1               | UCL                | 7                  | 0                  | SS+SU+Cmc   | 2+1+2       | 0+0+0       | 46     | 1      |
| 2023-2024          | Real Madrid        | PD                 | 20         | 0          | CR              | 2               | 0               | UCL                | 3                  | 1                  | SS          | 2           | 0           | 27     | 1      |
| 2024-2025          | Real Madrid        | PD                 | 10         | 0          | CR              | 0               | 0               | UCL                | 4                  | 0                  | SU+SS+Cmc   | 1+2+0       | 0           | 17     | 0      |
| Totale Real Madrid | Totale Real Madrid | Totale Real Madrid | 106        | 5          |                 | 24              | 1               |                    | 22                 | 1                  |             | 13          | 0           | 165    | 7      |
| Totale carriera    | Totale carriera    | Totale carriera    | 253        | 12         |                 | 41              | 2               |                    | 40                 | 1                  |             | 13          | 0           | 347    | 16     |

### Cronologia presenze e reti in nazionale
| Cronologia completa delle presenze e delle reti in nazionale ― Spagna | Cronologia completa delle presenze e delle reti in nazionale ― Spagna | Cronologia completa delle presenze e delle reti in nazionale ― Spagna | Cronologia completa delle presenze e delle reti in nazionale ― Spagna | Cronologia completa delle presenze e delle reti in nazionale ― Spagna | Cronologia completa delle presenze e delle reti in nazionale ― Spagna | Cronologia completa delle presenze e delle reti in nazionale ― Spagna | Cronologia completa delle presenze e delle reti in nazionale ― Spagna |
| Data                                                                  | Città                                                                 | In casa                                                               | Risultato                                                             | Ospiti                                                                | Competizione                                                          | Reti                                                                  | Note                                                                  |
| --------------------------------------------------------------------- | --------------------------------------------------------------------- | --------------------------------------------------------------------- | --------------------------------------------------------------------- | --------------------------------------------------------------------- | --------------------------------------------------------------------- | --------------------------------------------------------------------- | --------------------------------------------------------------------- |
| 11-9-2018                                                             | Elche                                                                 | Spagna                                                                | 6 – 0                                                                 | Croazia                                                               | UEFA Nations League 2018-2019 - 1º turno                              | -                                                                     |                                                                       |
| 11-10-2018                                                            | Cardiff                                                               | Galles                                                                | 1 – 4                                                                 | Spagna                                                                | Amichevole                                                            | -                                                                     |                                                                       |
| 15-10-2018                                                            | Siviglia                                                              | Spagna                                                                | 2 – 3                                                                 | Inghilterra                                                           | UEFA Nations League 2018-2019 - 1º turno                              | -                                                                     | 57’ 87’                                                               |
| 15-11-2018                                                            | Zagabria                                                              | Croazia                                                               | 3 – 2                                                                 | Spagna                                                                | UEFA Nations League 2018-2019 - 1º turno                              | 1                                                                     | 90’                                                                   |
| 18-11-2018                                                            | Las Palmas                                                            | Spagna                                                                | 1 – 0                                                                 | Bosnia ed Erzegovina                                                  | Amichevole                                                            | -                                                                     | 64’                                                                   |
| 23-3-2019                                                             | Valencia                                                              | Spagna                                                                | 2 – 1                                                                 | Norvegia                                                              | Qual. Euro 2020                                                       | -                                                                     | 53’ 74’                                                               |
| 5-9-2019                                                              | Bucarest                                                              | Romania                                                               | 1 – 2                                                                 | Spagna                                                                | Qual. Euro 2020                                                       | -                                                                     | 77’                                                                   |
| 12-10-2019                                                            | Oslo                                                                  | Norvegia                                                              | 1 – 1                                                                 | Spagna                                                                | Qual. Euro 2020                                                       | -                                                                     | 64’                                                                   |
| 15-10-2019                                                            | Stoccolma                                                             | Svezia                                                                | 1 – 1                                                                 | Spagna                                                                | Qual. Euro 2020                                                       | -                                                                     | 69’                                                                   |
| 7-10-2020                                                             | Lisbona                                                               | Portogallo                                                            | 0 – 0                                                                 | Spagna                                                                | Amichevole                                                            | -                                                                     | 46’                                                                   |
| 13-10-2020                                                            | Kiev                                                                  | Ucraina                                                               | 1 – 0                                                                 | Spagna                                                                | UEFA Nations League 2020-2021 - 1º turno                              | -                                                                     | 46’                                                                   |
| 25-3-2023                                                             | Malaga                                                                | Spagna                                                                | 3 – 0                                                                 | Norvegia                                                              | Qual. Euro 2024                                                       | -                                                                     | 58’                                                                   |
| 28-3-2023                                                             | Glasgow                                                               | Scozia                                                                | 2 – 0                                                                 | Spagna                                                                | Qual. Euro 2024                                                       | -                                                                     | 79’                                                                   |
| Totale                                                                |                                                                       | Presenze                                                              | 13                                                                    |                                                                       | Reti                                                                  | 1                                                                     |                                                                       |

| Cronologia completa delle presenze e delle reti in nazionale ― Spagna under 21 | Cronologia completa delle presenze e delle reti in nazionale ― Spagna under 21 | Cronologia completa delle presenze e delle reti in nazionale ― Spagna under 21 | Cronologia completa delle presenze e delle reti in nazionale ― Spagna under 21 | Cronologia completa delle presenze e delle reti in nazionale ― Spagna under 21 | Cronologia completa delle presenze e delle reti in nazionale ― Spagna under 21 | Cronologia completa delle presenze e delle reti in nazionale ― Spagna under 21 | Cronologia completa delle presenze e delle reti in nazionale ― Spagna under 21 |
| Data                                                                           | Città                                                                          | In casa                                                                        | Risultato                                                                      | Ospiti                                                                         | Competizione                                                                   | Reti                                                                           | Note                                                                           |
| ------------------------------------------------------------------------------ | ------------------------------------------------------------------------------ | ------------------------------------------------------------------------------ | ------------------------------------------------------------------------------ | ------------------------------------------------------------------------------ | ------------------------------------------------------------------------------ | ------------------------------------------------------------------------------ | ------------------------------------------------------------------------------ |
| 26-3-2015                                                                      | Cartagena                                                                      | Spagna under 21                                                                | 2 – 0                                                                          | Norvegia under 21                                                              | Amichevole                                                                     | -                                                                              | 63’                                                                            |
| 30-3-2015                                                                      | León                                                                           | Spagna under 21                                                                | 4 – 0                                                                          | Bielorussia under 21                                                           | Amichevole                                                                     | -                                                                              | 54’                                                                            |
| 2-9-2015                                                                       | Tallin                                                                         | Estonia under 21                                                               | 0 – 2                                                                          | Spagna under 21                                                                | Qual. Europeo Under-21 2017                                                    | -                                                                              | 61’                                                                            |
| 7-10-2015                                                                      | Tbilisi                                                                        | Georgia under 21                                                               | 2 – 5                                                                          | Spagna under 21                                                                | Qual. Europeo Under-21 2017                                                    | 1                                                                              | 90’                                                                            |
| 13-10-2015                                                                     | Santa Cruz de Tenerife                                                         | Spagna under 21                                                                | 1 – 1                                                                          | Svezia under 21                                                                | Qual. Europeo Under-21 2017                                                    | -                                                                              |                                                                                |
| 12-11-2015                                                                     | Almería                                                                        | Spagna under 21                                                                | 5 – 0                                                                          | Georgia under 21                                                               | Qual. Europeo Under-21 2017                                                    | 1                                                                              | 58’                                                                            |
| 17-11-2015                                                                     | Fiume                                                                          | Croazia under 21                                                               | 2 – 3                                                                          | Spagna under 21                                                                | Qual. Europeo Under-21 2017                                                    | -                                                                              |                                                                                |
| 24-3-2016                                                                      | Burgos                                                                         | Spagna under 21                                                                | 0 – 3                                                                          | Croazia under 21                                                               | Qual. Europeo Under-21 2017                                                    | -                                                                              | 54’                                                                            |
| 28-3-2016                                                                      | Murcia                                                                         | Spagna under 21                                                                | 1 – 0                                                                          | Norvegia under 21                                                              | Amichevole                                                                     | -                                                                              | 68’                                                                            |
| 5-10-2016                                                                      | Serravalle                                                                     | San Marino under 21                                                            | 0 – 3                                                                          | Spagna under 21                                                                | Qual. Europeo Under-21 2017                                                    | -                                                                              | 77’                                                                            |
| 10-10-2016                                                                     | Pontevedra                                                                     | Spagna under 21                                                                | 5 – 0                                                                          | Estonia under 21                                                               | Qual. Europeo Under-21 2017                                                    | -                                                                              | 88’                                                                            |
| 23-3-2017                                                                      | Murcia                                                                         | Spagna under 21                                                                | 3 – 1                                                                          | Danimarca under 21                                                             | Amichevole                                                                     | -                                                                              |                                                                                |
| 27-3-2017                                                                      | Roma                                                                           | Italia under 21                                                                | 1 – 2                                                                          | Spagna under 21                                                                | Amichevole                                                                     | -                                                                              | 73’                                                                            |
| 17-6-2017                                                                      | Danzica                                                                        | Spagna under 21                                                                | 5 – 0                                                                          | Macedonia under 21                                                             | Europeo Under-21 2017 - 1º turno                                               | -                                                                              | 63’                                                                            |
| 20-6-2017                                                                      | Gdynia                                                                         | Portogallo under 21                                                            | 1 – 3                                                                          | Spagna under 21                                                                | Europeo Under-21 2017 - 1º turno                                               | -                                                                              | 57’                                                                            |
| 27-6-2017                                                                      | Cracovia                                                                       | Italia under 21                                                                | 1 – 3                                                                          | Spagna under 21                                                                | Europeo Under-21 2017 - Semifinale                                             | -                                                                              | 88’                                                                            |
| 30-6-2017                                                                      | Cracovia                                                                       | Germania under 21                                                              | 1 – 0                                                                          | Spagna under 21                                                                | Europeo Under-21 2017 - Finale                                                 | -                                                                              |                                                                                |
| 1-9-2017                                                                       | Toledo                                                                         | Spagna under 21                                                                | 3 – 0                                                                          | Italia under 21                                                                | Amichevole                                                                     | -                                                                              | cap. 85’                                                                       |
| 5-9-2017                                                                       | Tallinn                                                                        | Estonia under 21                                                               | 0 – 1                                                                          | Spagna under 21                                                                | Qual. Europeo Under-21 2019                                                    | -                                                                              | cap.                                                                           |
| 10-10-2017                                                                     | Poprad                                                                         | Slovacchia under 21                                                            | 1 – 4                                                                          | Spagna under 21                                                                | Qual. Europeo Under-21 2019                                                    | 1                                                                              |                                                                                |
| 9-11-2017                                                                      | Murcia                                                                         | Spagna under 21                                                                | 1 – 0                                                                          | Islanda under 21                                                               | Qual. Europeo Under-21 2019                                                    | -                                                                              |                                                                                |
| 14-11-2017                                                                     | Cartagena                                                                      | Spagna under 21                                                                | 5 – 1                                                                          | Slovacchia under 21                                                            | Qual. Europeo Under-21 2019                                                    | 3                                                                              | 71’                                                                            |
| 22-3-2018                                                                      | Portadown                                                                      | Irlanda del Nord under 21                                                      | 3 – 5                                                                          | Spagna under 21                                                                | Qual. Europeo Under-21 2019                                                    | -                                                                              | cap.                                                                           |
| 27-3-2018                                                                      | Ponferrada                                                                     | Spagna under 21                                                                | 3 – 1                                                                          | Estonia under 21                                                               | Qual. Europeo Under-21 2019                                                    | -                                                                              |                                                                                |
| 16-6-2019                                                                      | Bologna                                                                        | Italia under 21                                                                | 3 – 1                                                                          | Spagna under 21                                                                | Europeo Under-21 2019 - 1º turno                                               | 1                                                                              |                                                                                |
| 19-6-2019                                                                      | Reggio Emilia                                                                  | Spagna under 21                                                                | 2 – 1                                                                          | Belgio under 21                                                                | Europeo Under-21 2019 - 1º turno                                               | -                                                                              |                                                                                |
| 22-6-2019                                                                      | Bologna                                                                        | Spagna under 21                                                                | 5 – 0                                                                          | Polonia under 21                                                               | Europeo Under-21 2019 - 1º turno                                               | 1                                                                              | 87’ cap.                                                                       |
| 27-6-2019                                                                      | Reggio Emilia                                                                  | Spagna under 21                                                                | 4 – 1                                                                          | Francia under 21                                                               | Europeo Under-21 2019 - Semifinale                                             | -                                                                              | 74’                                                                            |
| 30-6-2019                                                                      | Udine                                                                          | Spagna under 21                                                                | 2 – 1                                                                          | Germania under 21                                                              | Europeo Under-21 2019 - Finale                                                 | -                                                                              |                                                                                |
| Totale                                                                         |                                                                                | Presenze (5º posto)                                                            | 29                                                                             |                                                                                | Reti (9º posto)                                                                | 8                                                                              |                                                                                |

## Palmarès

### Club

#### Competizioni nazionali
- Segunda División: 1

Betis: 2014-2015
- Coppa d'Inghilterra: 1

Arsenal: 2019-2020
- Supercoppa di Spagna: 3

Real Madrid: 2017, 2022, 2024
- Campionato spagnolo: 2

Real Madrid: 2021-2022, 2023-2024
- Coppa di Spagna: 1

Real Madrid: 2022-2023

#### Competizioni internazionali
- Supercoppa UEFA: 3

Real Madrid: 2017, 2022, 2024
- Coppa del mondo per club: 3

Real Madrid: 2017, 2018, 2022
- UEFA Champions League: 3

Real Madrid: 2017-2018, 2021-2022, 2023-2024
- Coppa Intercontinentale FIFA: 1  (record)

Real Madrid: 2024

### Nazionale
- Campionato d'Europa Under-19: 1

2015
- Campionato d'Europa Under-21: 1

2019
- Argento olimpico: 1

Tokyo 2020

### Individuale
- Selezione UEFA dell'Europeo Under-21: 1

Polonia 2017
- Miglior giocatore dell'Europeo Under-21: 1

Polonia 2017